# Goidanichiana jourdheuillella
Goidanichiana jourdheuillella är en fjärilsart som beskrevs av Émile Louis Ragonot 1875. Goidanichiana jourdheuillella ingår i släktet Goidanichiana och familjen plattmalar. Inga underarter finns listade i Catalogue of Life.